# Emiliano Sciarra
Emiliano Sciarra (* 6. prosince 1971 Civitavecchia) je italský tvůrce deskových a počítačových her. Svou první počítačovou hru Ciuffy vydal roku 1998. Mezi jeho nejznámější výtvory patří hra Bang!
V roce 2002 zveřejnil s daVinci Editrice hru Bang!, vytvořenou o dva roky dříve. Stala se rychle populární hrou, a Emiliano Sciarra vydal poté mnoho rozšíření, jako např. Město duchů, Zlatá horečka, Ozbrojení a nebezpeční a další.
Do roku 2018 bylo prodáno více než 3 000 000 výtisků hry. 